# 近江鉄道本線
本線（ほんせん）は、滋賀県米原市の米原駅から滋賀県甲賀市の貴生川駅までを結ぶ近江鉄道の鉄道路線である。
「近江線」「近江本線」などと呼ばれることがある。また、本線を始め近江鉄道各線は地元住民から「近江ガチャコン」「ガチャコン」と呼ばれることがある。2013年3月16日から米原駅 - 高宮駅 - 多賀線多賀大社前駅間に彦根・多賀大社線（ラインカラー：      赤）、高宮駅 - 八日市駅間に湖東近江路線（ラインカラー：      青）、八日市駅 - 貴生川駅間に水口・蒲生野線（ラインカラー：      黄）の愛称が付けられている。
官設鉄道（現在の東海道本線）や関西鉄道（現在の草津線）のルートから外れた近江盆地の穀倉地帯を縦断する鉄道として、北陸から関西鉄道（草津線）へ伊勢参詣への短絡路も兼ねて建設された。五箇荘以北は旧中山道、五箇荘から日野までは旧御代参街道（伊勢道）におおむね沿っている。

## 路線データ
- 路線距離（営業キロ）：47.7 km
- 軌間：1,067 mm
- 駅数：25駅（起終点駅含む）
- 複線区間：なし（全線単線）
- 最急勾配：33.3パーミル[1]
- 電化区間：全線電化（直流1500 V）[1]
- 閉塞方式：自動閉塞式[1]
- IC乗車カード対応区間：なし

## 運行形態

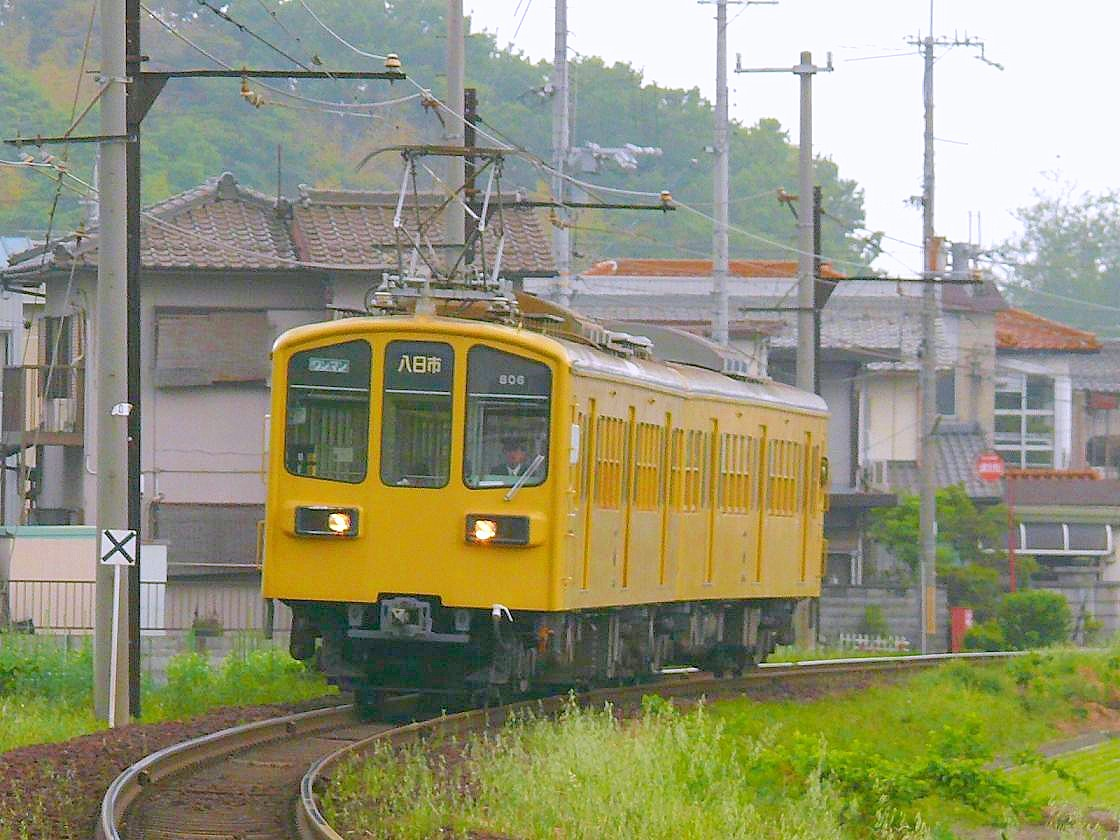
本線を走る800系（2007年5月13日 彦根口 - 高宮間）

近江鉄道の輸送は、彦根と貴生川、および八日市線の近江八幡でのJR接続輸送と、沿線最大都市である八日市を中心とする輸送の組み合わせという形態となっている。米原駅 - 彦根駅 - 近江八幡駅間の輸送は並行するJRと比べると、運賃・所要時間・運転本数ともに劣っており、これらの駅相互間の利用で近江鉄道を選択する乗客は皆無に近い。このため地域内輸送を中心としている。JR連絡駅での接続を考慮したダイヤとするのが基本となっており、これに八日市での近江鉄道路線間での接続を考慮することから、八日市 - 貴生川間の列車では日野での時間調整が発生することがある。
米原駅 - 貴生川駅間の列車のほか、八日市線直通の米原駅 - 近江八幡駅間、近江八幡駅 - 貴生川駅間、多賀線直通の米原駅・彦根駅 - 多賀大社前駅間の列車もある。いずれも各駅に停車する普通列車で、ワンマン運転である。
2003年3月に貴生川発米原行の快速が朝に新設された。この快速は、米原で東京行きの新幹線に接続しており、2006年3月からは平日のみの運転となっていたが、2009年4月以降は休日も含め昼間に1本（ただし休日は2011年3月12日のダイヤ改正まで貴生川駅 - 八日市駅間のみ快速運転）運転されていた。2013年3月16日のダイヤ改正で廃止された。

## 歴史

### 建設
1893年（明治26年）11月に、旧彦根藩士と近江商人計44人が、逓信大臣に対して創立願いを提出したことに始まる。1896年（明治29年）6月16日に官設鉄道（現在のJR東海道本線）彦根駅と関西鉄道（現在のJR草津線）の深川駅（現在の甲南駅）を結ぶ27マイル45チェーン（約44.3キロメートル）が免許された。滋賀県内で先に開通していた官設鉄道（東海道本線）や関西鉄道（草津線）の経路から離れた地域の有力者が鉄道建設を計画したことが発端となっており、伊勢神宮参拝の熱心な慣習があった滋賀県・岐阜県・北陸地方方面から伊勢神宮へ向かう際に短絡経路を提供することと、湖東平野に産する良質な米などの農産品輸送を図ることが目的であった。
工事監督を白石直治に依頼し、1896年（明治29年）9月13日に着工し12月26日に高宮川で起工式を挙げた。全線を大きく3区間に分け、さらに9工区に分割して工事を進めたが、途中で建設費に窮し、まずは彦根 -八日市間の完成を優先することにして八日市より先の工事を中止した。1898年（明治31年）6月11日に彦根 - 愛知川間7マイル42チェーン（約12.1キロメートル）が、続いて7月24日に愛知川 - 八日市間4マイル48チェーン（約7.4キロメートル）が開通した。この年、6月には官設鉄道との連帯運輸を開始し、12月には彦根駅の共同使用契約を結んだ。しかし予定路線の一部のみの開業では経営は苦しく、早期の全線開通が待望された。
そうしたこともあり、倍額に増資して1899年（明治32年）9月12日に残りの区間を着工した。当初終点に予定していた深川駅では関西鉄道線と並行する線路を敷設することになることから、貴生川に関西鉄道と共同で新しい駅を設置してそこを終点にする方針となり、1900年（明治33年）9月10日に、終点を深川駅から貴生川駅に変更する認可を得た。10月1日に八日市 - 日野間7マイル60チェーン（約12.5キロメートル）が開通し、続いて12月28日に日野 - 貴生川間6マイル11チェーン（約9.9キロメートル）が開通して当初計画区間が全通した。12月28日と年末に開通したのは、1901年正月の初詣輸送に間に合わせる意図があったとされている。当初は蒸気機関車による運転であった。
1901年（明治34年）1月9日に彦根駅構内で全通式を盛大に挙行したが、経営の内実は非常に苦しく、全通式当日午後に開催された大株主会では財政整理案が討議されるほどで、1904年（明治37年）から1905年（明治38年）にかけては資本金を2回に分けて200万円から110万円にする減資を断行した。1904年からは、関西鉄道大合同と呼ばれる関西地方一円の鉄道会社の合併を進める動きがあったが、近江鉄道の無配当が続く経営状況から合併相手となる関西鉄道から受け入れられず、合併は成立しなかった。1906年（明治39年）からは鉄道国有法に基づく主要私鉄の国有化が進められたが、これにより貴生川で路線を接する関西鉄道も国有化され、国鉄草津線となった。近江鉄道は国鉄に挟まれた区間を営業することになり、営業上の困難を訴えまた鉄道国有法で私鉄の経営が認められた「一地方の交通を目的とする鉄道」には近江鉄道は当たらないとして国有化を請願したものの、これは受け入れられず私鉄として存続した。
近江鉄道は列車本数が少ないために駅間を歩く旅客も多く、列車頻度を増す必要性を感じていたが、蒸気機関車のままでは経費の面で列車本数の増加は難しかった。そこでこの頃から普及し始めた蒸気動車の採用を考え、ハンガリーのガンツ製蒸気動車2両を導入して1908年（明治41年）12月31日から運転を開始した。全線を走る列車は蒸気機関車牽引とし、その間に蒸気動車により彦根 - 八日市間などの区間列車を運転し、また蒸気動車専用の駅として尼子駅を開設するなどした。統計上、1922年（大正11年）度まで走行実績が記録されており、複雑精緻な作りであるガンツ式蒸気動車の日本での運用期間として最長と見られている。運転の準備に時間がかかることや精密な機構の問題もあって、大正末期に客車に改造された。1910年（明治43年）度の時点で機関車4両、客車30両（蒸気動車2両を含む）、貨車50両を有していた。1911年（明治44年）2月16日付で、依拠する法律を軽便鉄道法に変更した。
社業が隆盛に向かうきっかけとなったのは、本線の高宮で分岐して多賀（現在の多賀大社前駅）へ向かう2.5キロメートルの支線、多賀線が1914年（大正3年）3月8日に開通したことで、多賀大社へ参拝する客を広く誘致することで近江鉄道も潤うようになった。国鉄とタイアップして多賀までの臨時直通列車を盛んに運転し、それまで無配当続きだったのが大正後期には12パーセントの配当を実施するまでになった。

### 電化と路線延長
この時代、バスの脅威にさらされるようになった鉄道は、気動車や電化して電車の導入に踏み切るところが相次ぐようになり、近江鉄道でも電化に乗り出した。まず本線の彦根 - 高宮間と多賀線を直流600ボルトで電化し、1925年（大正14年）3月12日から電車の運行を開始した。本線の残りの区間も電化を計画したが、必要な資金の調達のめどは立たなかった。そこで、折から滋賀県一帯への電力供給事業を開始していた宇治川電気（関西電力の前身の1社）の傘下に入ることになり、同社の資金を得て1927年（昭和2年）から高宮 - 貴生川間の電化工事に着手した。1928年（昭和3年）4月18日に直流1500ボルトでの電化工事と、既存の彦根 - 多賀間の1500ボルトへの昇圧工事が完成して電車の運転が開始された。蒸気機関車は本線の列車牽引からは撤退し、駅の入換作業に残るだけとなったが、第二次世界大戦後まで一部の機関車が残っている。また同時に閉塞方式を票券閉塞からタブレット閉塞に変更している。
昭和初期には路線の延長を計画した。まず1926年（大正15年）11月7日に米原 - 彦根間の延長免許を申請し、1927年（昭和2年）8月2日に免許され、1929年（昭和4年）11月25日に着工した。当初は彦根駅から一旦南側へ向かい、旧中山道に沿って米原へ行く経路を計画していたが、佐和山トンネルを建設して直行する経路が選択され、1931年（昭和6年）3月15日に開通した。これにより米原 - 彦根間は国鉄東海道本線と直接競合することになり、所要時間と運賃では大差がなかったが列車本数では電車運転の近江鉄道が蒸気機関車運転の東海道本線に勝り、国鉄側は対抗して長浜 - 米原 - 彦根間に気動車を投入して高頻度運転（フリークエントサービス）を開始した。地元ではさらに、近江鉄道を長浜まで延長して欲しいとの希望もあったが、長浜まで北上すると雪の量が多く、電車の耐雪構造が必要になることや、広大な国鉄の米原駅構内を横断する立体交差に多額の費用がかかることなどから、検討されたのみに終わった。
続いて、1927年（昭和2年）6月7日に貴生川から三重県の上野町までの延長免許を申請した。伊賀電気鉄道（現在の伊賀鉄道伊賀線）の広小路駅まで建設し、そこから伊賀電気鉄道線に乗り入れて、当時建設中であった参宮急行電鉄（現在の近鉄大阪線）と接続して、伊勢神宮へと至る経路を形成するものであった（近江鉄道宇治山田延伸構想）。参宮急行との接続駅は阿保駅（現在の青山町駅）、名張駅、伊賀神戸駅と何度か計画が変更されたが、実現すれば米原延長線とも対応し、米原から宇治山田まで3時間を切る所要時間を見込んでいた。1928年（昭和3年）10月11日に免許されたが、当時の経済情勢から着工は遅れることになった。そのうちに戦争となり、買収済みの土地は小作に出していたが、第二次世界大戦後農地改革によって手放すこととなり、最終的に1958年（昭和33年）12月3日に起業廃止として免許を返上した。
これ以外に、1927年（昭和2年）1月29日に八日市と大津市を結ぶ路線の免許を申請しているが、琵琶湖鉄道汽船石山線（現在の京阪石山坂本線）などの並行路線に悪影響を与えるとの理由で同年8月2日に却下された。

### 西武グループ入り
第二次世界大戦中、電力事業の国家統制に伴って宇治川電気の傘下を離れることになり、代わって箱根土地（第二次世界大戦後の西武グループ）の傘下に入ることになった。第二次世界大戦後は、増備車両の多くを西武鉄道からの中古車両の譲渡で賄ったことによりさらに西武色を強めていくことになり、また自社の彦根工場での車両の改造工事も盛んに行った。
国鉄が東海道新幹線を建設するにあたっては、高宮 - 五箇荘間で約7.5キロメートルに渡って当線と線路が並行することになった。これに際して鈴鹿山脈の眺望が失われるとして、近江鉄道が国鉄に補償を求めたという話がある。新幹線の工事誌によれば、新幹線によって交差する道路の安全確認が困難となり、踏切改良、警報器設置などの「防護補強工事費」および新幹線の「併設による旅客収入減」等への補償を求めたものだとされる。この時、影響の一つとして眺望も付記したことを新聞に「景観料」と面白く書き立てられて風評が広がったと、2000年に林常彦近江鉄道取締役（当時）は鉄道雑誌『鉄道ピクトリアル』で話している。衆議院運輸委員会での国鉄側の答弁によれば、京都付近で阪急京都線と並行した場所では、阪急の高架化を国鉄の負担で行ったため、同様に高架化して欲しいと近江鉄道から要望があったが、近江鉄道程度の交通量では高架化まではする必要がないだろうとして説得を行った。仮に高架化した場合に約4億円かかると試算されていたが、近江鉄道側から高架化をしない代わりとして補償を要求された額は約7億数千万円で、それを何とか減額交渉を行って約2億5000万円に収めたという趣旨の説明がなされている。会計検査院の報告によれば、近江鉄道からは防護補強工事費等として2億6215万円あまり、沿線風致阻害観光価値減殺による旅客収入減補償として1億5410万円余り、合計4億1626万円あまりの請求が国鉄に対して行われ、用地費および防護補強工事費等として1億5000万円、旅客収入減少への補償として1億円が支払われたとされているが、このうち旅客収入減少への補償については新幹線併設により近江鉄道の旅客が減少するものとは認めがたく、補償限度を逸脱して「処置当を得ない」と認定されている。

### 合理化の推進
昭和40年代に入るとモータリゼーションが進み、鉄道の利用客は減少し始めた。これに対応して職員数の削減が進められ、1972年（昭和47年）には米原 - 八日市間がARC化（自動閉塞）された。昭和50年代後半になると国鉄側の貨物輸送の拠点間輸送化の影響を受けて近江鉄道の貨物輸送の縮減が進み、1984年（昭和59年）9月にキリンビールの輸送、1986年（昭和61年）3月にセメント原石の輸送、1988年（昭和63年）3月に日本石油の輸送が廃止されて貨物輸送が全廃となった。1984年2月には鉄道による郵便輸送も全廃されている。
輸送量の少なかった本線の八日市 - 貴生川間では、1986年（昭和61年）4月1日からLE-Carと称するレールバス（LE10形気動車）の運転を開始し、同時にワンマン運転を開始した。電化関連設備の保守経費とワンマン化に伴う人件費の削減を狙ったもので、水口にあった変電所を休止した。このために日野に車庫を置いて給水・給油を行ったが、気動車は電車より保守に手間がかかる傾向にあった。また、定員が輸送量に対して小さく、ラッシュ時の1本のみ電車の運行を残したことから電化設備は維持されたままであった。後に220形が導入されるにつれてLE-Carの運用は減少していき、休止されていた水口変電所も1992年（平成4年）2月に復旧され、最終的にLE-Carは1996年（平成8年）9月30日限りで運用を終了した。
1987年（昭和62年）には残されていた八日市 - 貴生川間もARC化（自動閉塞）され、近江鉄道全線が自動閉塞化された。また米原 - 八日市間もワンマン運転が開始されて、本線の全線がワンマン運転となった。1990年（平成2年）には誤出発防止と終端防護の機能のある自動列車停止装置 (ATS) が設置された。

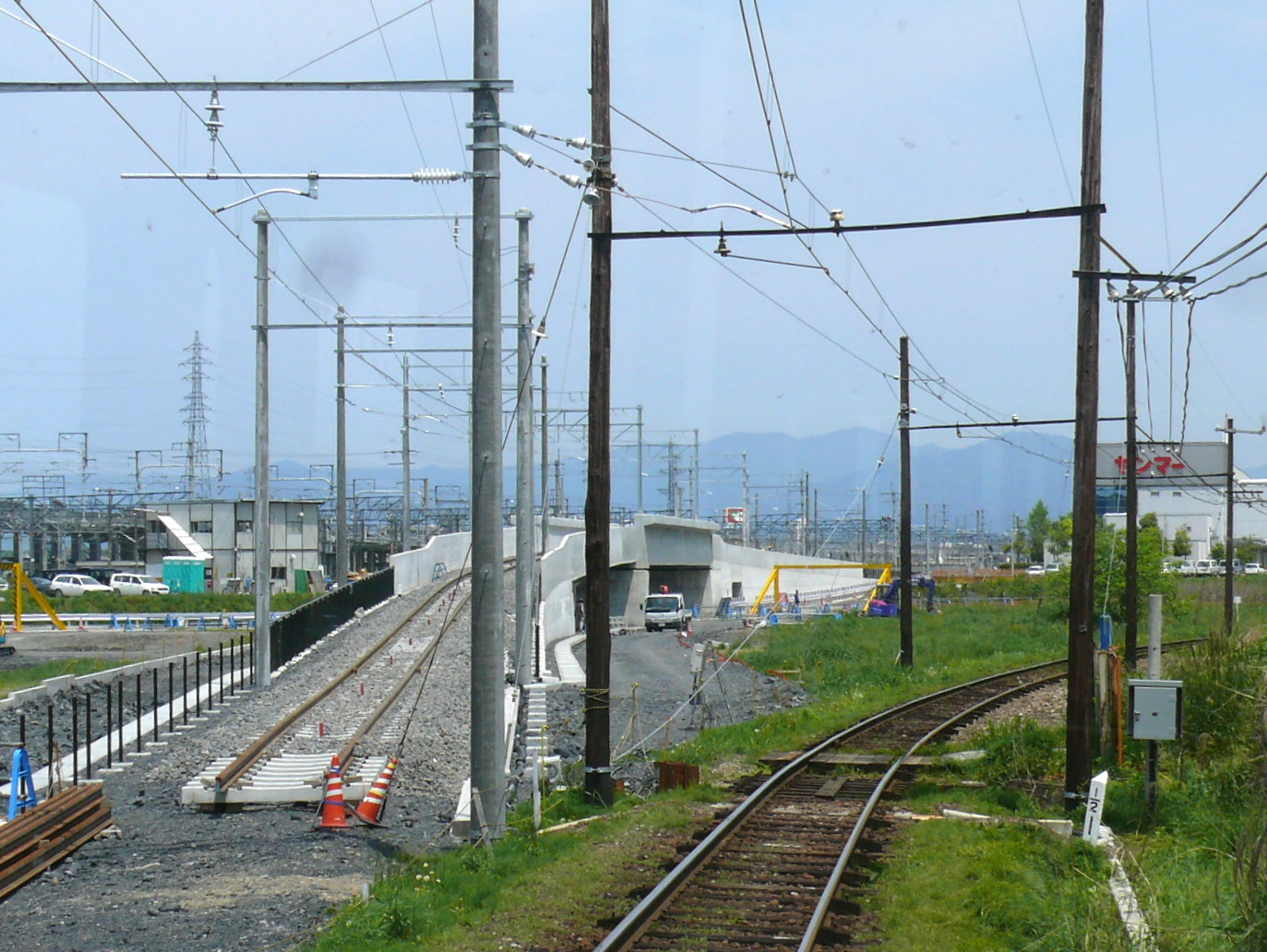
米原 - フジテック前間の線路移設工事。左側が新線。（2007年5月12日）

1998年（平成10年）10月にJRが米原駅の新駅舎を建設して移転したため、近江鉄道の米原駅は取り残された状態となっていた。2005年（平成17年）から近江鉄道の米原駅の移設工事が進められ、2007年（平成19年）6月8日に開業した。新駅は約60メートルJR側に移設され、新駅に至る1609.2メートルの線路が新設された。
沿線の人口減少や自動車の普及によって1994年（平成6年）度から近江鉄道全体で赤字となり、施設の老朽化が顕著な問題となっている。近江鉄道は2016年に滋賀県へ「単独経営での運営は困難」と申し入れ、県や沿線自治体との法定協議会が開催され今後の方針が検討された。協議会の中で沿線の住民や学校に対して行ったアンケートでは高齢者や学生などにとって自動車によらない交通手段として重要という声が上がり、また民間の調査会社によって廃止で代替施策を行うより存続した方が費用面で効果的と結論を出し、近江鉄道全体で存続が決定した。

### 年表
- 1896年（明治29年）
  - 6月16日 - 鉄道免許状下付（官線彦根停車場-関西鉄道深川停車場間）[11]
  - 9月13日 - 着工[13]。
  - 12月26日 - 高宮川で起工式を挙行[13]。
- 1898年（明治31年）
  - 6月11日 - 彦根駅 - 愛知川駅間が開業[40]。
  - 7月24日 - 愛知川駅 - 八日市駅間が開業[41]。
  - 12月 - 彦根駅を官設鉄道と共同使用契約[13]。
- 1899年（明治32年）
  - 3月19日 - 豊郷駅・小幡駅開業[42]。
  - 9月12日 - 八日市 - 深川間着工[14]。
- 1900年（明治33年）
  - 9月10日 - 終点を深川から貴生川に変更認可[15]。
  - 10月1日 - 八日市駅 - 日野駅間が開業[43]。
  - 12月28日 - 朝日野駅と日野駅 - 貴生川駅間が開業し[44]、彦根駅 - 貴生川駅間が全通。
- 1901年（明治34年）
  - 1月9日 - 彦根駅にて全通式を挙行する[14]。
  - 5月20日 新町駅開業[45]。
- 1908年（明治41年）12月31日 - 蒸気動車の運転を開始[20]。
- 1910年（明治43年）1月1日 - 小幡駅を移転し五箇荘駅に改称[46]。
- 1911年（明治44年）
  - 2月16日 - 依拠する法律を軽便鉄道法に変更[23]。
  - 6月1日 - 尼子駅開業[47]。
- 1912年（明治45年）4月10日 - 彦根の車庫が大火に見舞われ17両の車両を焼失する[20]。
- 1916年（大正5年）
  - 10月16日 - 朝日大塚駅開業[48]。
  - 12月27日 - 長谷野駅開業[49]。
- 1917年（大正6年）1月1日 - 新町駅を彦根口駅に改称[50]。
- 1925年（大正14年）3月12日 - 多賀線とともに彦根駅 - 高宮駅間が直流600ボルトで電化[24]。
- 1926年（大正15年）11月7日 - 米原 - 彦根間延長線の免許を申請[24]。
- 1927年（昭和2年）
  - 1月29日 - 八日市 - 大津間延長線の免許を申請[24]。
  - 6月7日 - 貴生川 - 上野間延長線の免許を申請[24]。
  - 8月2日 - 米原延長線の鉄道免許状下付（犬上郡青波村-阪田郡米原町間）[51]、大津延長路線の免許却下[24]。
- 1928年（昭和3年）
  - 4月18日 - 高宮駅 - 貴生川駅間が直流1500ボルトで電化、彦根 - 高宮駅間を直流1500ボルトに昇圧、タブレット閉塞化[24]。
  - 10月11日 - 鉄道免許状下付（甲賀郡貴生川村-阿山郡上野町間）[52]。
- 1929年（昭和4年）11月25日 - 米原延長線着工[24]。
- 1931年（昭和6年）3月15日 - 米原延長線（米原駅 - 彦根駅間）が開業[53]。当初から電化。延長線開業により、本線が米原駅 - 貴生川駅間となる。
- 1957年（昭和32年）8月16日 - 水口石橋駅開業[54]。
- 1958年（昭和33年）12月3日 - 貴生川 - 上野間起業廃止[24]。
- 1972年（昭和47年） - 米原 - 八日市間自動閉塞化[36]。
- 1984年（昭和59年）2月 - 郵便輸送全廃[36]。
- 1986年（昭和61年）4月1日 - 八日市 - 貴生川間でLE-Carの運転を開始[55]。LE-Carの運転開始
- 1987年（昭和62年）
  - 5月1日 - 全線でワンマン運転開始[32]。

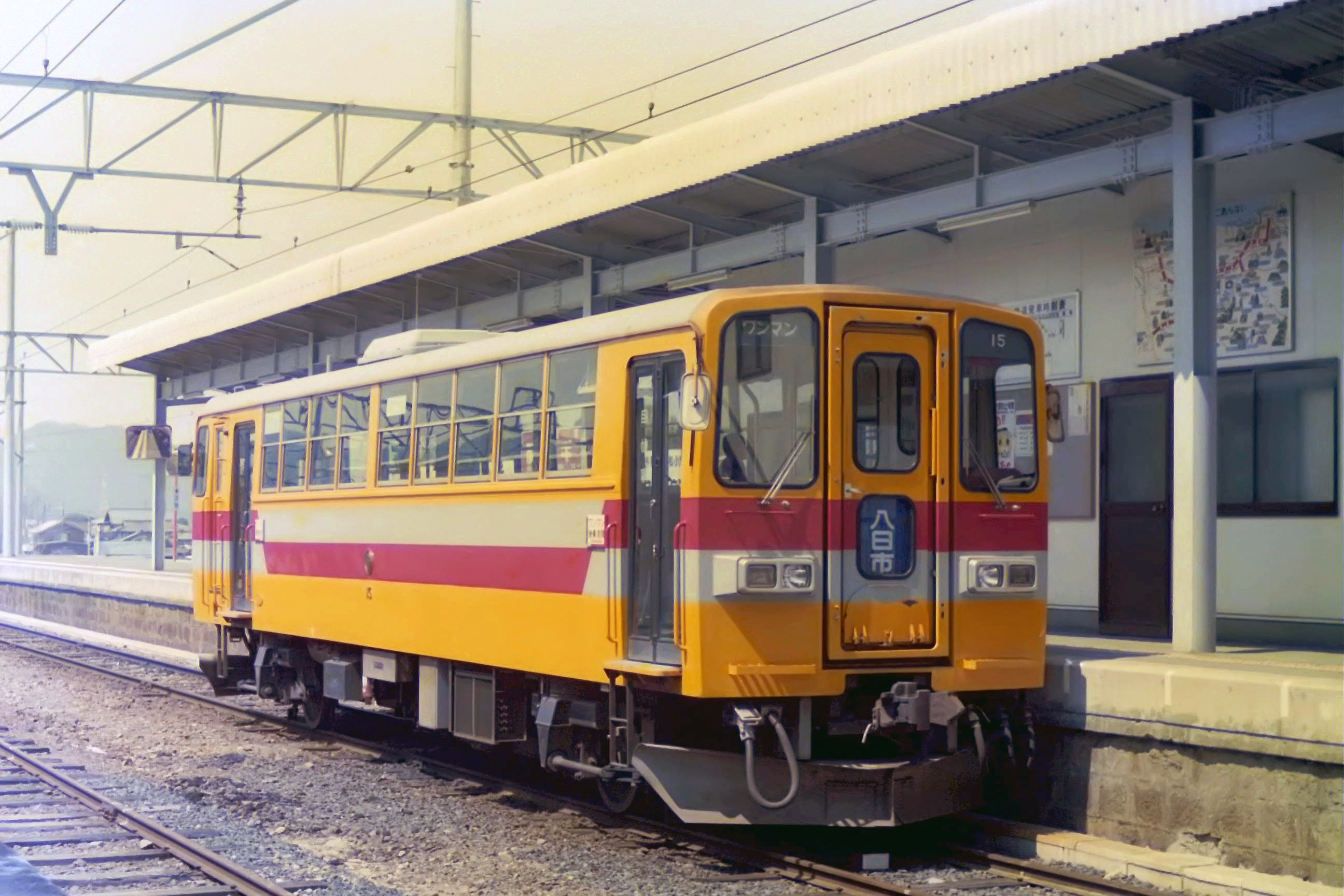
LE-Carの運転開始

  - この年、八日市 - 貴生川間自動閉塞化[36]。
- 1988年（昭和63年）3月 - 貨物輸送全廃[36]。
- 1989年（平成元年）4月5日 - 水口松尾駅・水口城南駅開業[56]。
- 1990年（平成2年）
  - 3月29日 - 大学前駅開業[56][57]。
  - この年、全線で自動列車停止装置設置[36]。
- 1991年（平成3年）3月16日 - 京セラ前駅開業[56]。
- 1996年（平成8年）9月30日 - この日限りでLE-Carの運転を終了[35]。
- 1998年（平成10年）8月17日 - 佐和山トンネル改修工事のため米原 - 彦根間運休（23日まで）[56]。
- 1999年（平成11年）7月末 - 全線で20メートル級大型車の運用可能となる[56]。
- 2004年（平成16年）3月13日 - 河辺の森駅開業[58]。
- 2006年（平成18年）3月18日 - フジテック前駅開業[59]。
- 2007年（平成19年）6月8日 - 米原駅移転に伴い、米原 - フジテック前間線路移設[37]。
- 2008年（平成20年）10月23日 - 愛知川橋梁が登録有形文化財に登録される[60]。
- 2009年（平成21年）4月8日 - ひこね芹川駅開業[61]。
- 2013年（平成25年）3月16日 - 米原駅 - 高宮駅 - 多賀線多賀大社前駅間に「彦根・多賀大社線」、高宮駅 - 八日市駅間に「湖東近江路線」、八日市駅 - 貴生川駅間に「水口・蒲生野線」の愛称が付く[5]。
- 2017年（平成29年）
  - 10月22日 - 台風21号による土砂流入の影響で、日野駅 - 水口駅間が不通となる[62]。
  - 11月1日 - 日野駅 - 水口駅間が復旧。
- 2021年（令和3年）12月27日 - 彦根口駅 - 高宮駅間の踏切で試運転中の電車が脱線（「近江鉄道本線脱線事故」を参照）。乗員は無事。大雪により運休していた本線の再開に備え、試運転を行っていた最中の事故[63]。
- 2024年（令和6年）4月1日 - 滋賀県と近江鉄道沿線の地方公共団体がつくる近江鉄道線管理機構が鉄道設備を保有する公有民営による上下分離方式へ移行[64]。

## 施設

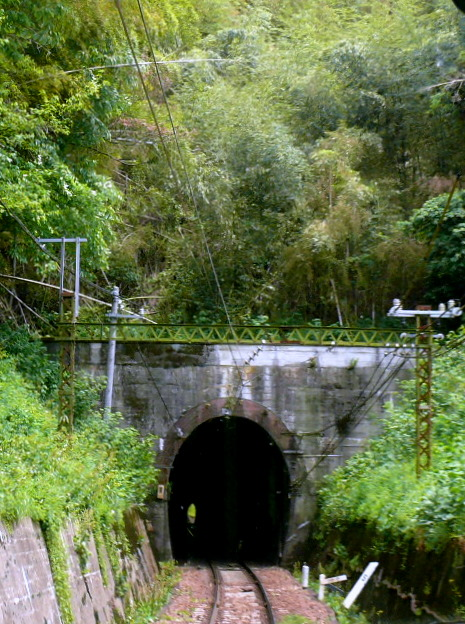
鳥居本 - 彦根間の佐和山トンネル（2007年5月12日）

本線は線形に優れ、高宮駅 - 五箇荘駅間では東海道新幹線と並行している。また建設当初から、将来の複線化を念頭に置いた用地を確保してある。彦根 - 八日市間は70 km/h、それ以外の区間は60 km/hの最高速度となっているが、線形の面ではこれ以上の速度向上が可能でも、保守作業の面から見送られている。
私鉄としては駅間距離が長い傾向にあり、特に彦根 - 八日市間は平均駅間距離が2.8キロメートルに達している。またこの区間はほとんどが交換可能駅である。これに対して八日市 - 貴生川間は、1980年代後半からの駅の新設が多かったこともあり、交換可能駅は桜川、日野、水口に限られている。
2000年（平成12年）時点で、米原 - 八日市間は40Nレール、八日市 - 貴生川間は37 kgレール、佐和山トンネル内など一部に50 kgレールが導入されており、枕木は約20パーセントがPC枕木化されている。1998年度から2003年度までかけて、国・県・自治体から3分の2の補助を受けて、総額約30億円をかけた輸送力増強・設備近代化計画を進め、1999年7月末からは全線で全長20メートル級の大型車の運用が可能となった。引き続き、重軌条化とPC枕木化が順次進められている。
トンネルは全線で2か所で、鳥居本 - 彦根間に全長340メートルの佐和山トンネル、日野 - 水口松尾間に全長147メートルの清水山トンネルがある。橋梁は、高宮 - 尼子間の全長269.9メートルの犬上川橋梁、愛知川 - 五箇荘間の全長238.7メートルの愛知川橋梁などがある。

## 構想
当線と貴生川駅で接続する信楽高原鐵道信楽線に乗り入れて、さらにその信楽駅から約30キロメートルの新線を建設して京都府のJR片町線（学研都市線）まで延伸する「びわこ京阪奈線」（仮称）構想がある。沿線の活性化および地域振興、交流軸の強化、震災時などの東海道本線に対するバイパス機能を提供するといった必要性を掲げ、滋賀県および関係自治体により、建設期成同盟が結成されている。しかし、両鉄道とも赤字経営であり、実現は困難となっている。
かつて計画されていたびわこ空港の構想では、当線の朝日野駅が最寄りとなる計画となっていたが、2000年に計画凍結となり、2013年に断念が表明されている。
桜川 - 朝日大塚間に蒲生医療センターがん診療棟の利便性向上などを目的に蒲生新駅（仮称）の設置が検討されている。

## 駅一覧
全駅滋賀県に所在。
凡例
全列車各駅に停車。
線路（全線単線） … ◇・∨・∧：列車交換可能、｜：列車交換不可
| 愛称             | 駅番号     | 駅名           | 駅間キロ | 営業キロ                                      | 接続路線 | 線路          | 所在地        | 所在地         |
| ---------------- | ---------- | -------------- | -------- | --------------------------------------------- | --- | ------------- | ------------- | -------------- |
| 彦根・多賀大社線 | OR01       | 米原駅         | -        | 0.0                                           | 東海旅客鉄道： 東海道新幹線・CA 東海道本線〈大垣・名古屋方面〉(CA83) 西日本旅客鉄道： 東海道本線・ 北陸本線（琵琶湖線） (JR-A12) | ∨             | 米原市        | 米原市         |
| 彦根・多賀大社線 | OR02       | フジテック前駅 | 2.3      | 2.3                                           | | ｜            | 彦根市        | 彦根市         |
| 彦根・多賀大社線 | OR03       | 鳥居本駅       | 1.1      | 3.4                                           | | ◇             | 彦根市        | 彦根市         |
| 彦根・多賀大社線 | OR04       | 彦根駅         | 2.4      | 5.8                                           | 西日本旅客鉄道： 東海道本線（琵琶湖線）(JR-A13)                                                                                  | ◇             | 彦根市        | 彦根市         |
| 彦根・多賀大社線 | OR05       | ひこね芹川駅   | 1.2      | 7.0                                           | | ｜            | 彦根市        | 彦根市         |
| 彦根・多賀大社線 | OR06       | 彦根口駅       | 0.8      | 7.8                                           | | ◇             | 彦根市        | 彦根市         |
| 彦根・多賀大社線 | OR07       | 高宮駅         | 2.1      | 9.9                                           | 近江鉄道：■多賀線（彦根・多賀大社線）                                                                                            | ◇             | 彦根市        | 彦根市         |
| 湖東近江路線     | OR07       | 高宮駅         | 2.1      | 9.9                                           | 近江鉄道：■多賀線（彦根・多賀大社線）                                                                                            | ◇             | 彦根市        | 彦根市         |
| OR10             | 尼子駅     | 2.8            | 12.7     |                                               | ◇ | 犬上郡        | 甲良町        |                |
| OR11             | 豊郷駅     | 2.3            | 15.0     |                                               | ◇ | 犬上郡        | 豊郷町        |                |
| OR12             | 愛知川駅   | 2.9            | 17.9     |                                               | ◇ | 愛知郡 愛荘町 | 愛知郡 愛荘町 |                |
| OR13             | 五箇荘駅   | 3.0            | 20.9     |                                               | ◇ | 東近江市      | 東近江市      |                |
| OR14             | 河辺の森駅 | 2.1            | 23.0     |                                               | ｜ | 東近江市      | 東近江市      |                |
| OR15             | 八日市駅   | 2.3            | 25.3     | 近江鉄道：■八日市線（万葉あかね線）           | ◇ | 東近江市      | 東近江市      |                |
| OR15             | 八日市駅   | 2.3            | 25.3     | 近江鉄道：■八日市線（万葉あかね線）           | ◇ | 東近江市      | 東近江市      | 水口・蒲生野線 |
| OR26             | 長谷野駅   | 2.2            | 27.5     |                                               | ｜ | 東近江市      | 東近江市      |                |
| OR27             | 大学前駅   | 0.9            | 28.4     |                                               | ｜ | 東近江市      | 東近江市      |                |
| OR28             | 京セラ前駅 | 1.5            | 29.9     |                                               | ｜ | 東近江市      | 東近江市      |                |
| OR29             | 桜川駅     | 1.3            | 31.2     |                                               | ◇ | 東近江市      | 東近江市      |                |
| OR30             | 朝日大塚駅 | 1.6            | 32.8     |                                               | ｜ | 東近江市      | 東近江市      |                |
| OR31             | 朝日野駅   | 2.4            | 35.2     |                                               | ｜ | 東近江市      | 東近江市      |                |
| OR32             | 日野駅     | 2.6            | 37.8     |                                               | ◇ | 蒲生郡 日野町 | 蒲生郡 日野町 |                |
| OR33             | 水口松尾駅 | 4.9            | 42.7     |                                               | ｜ | 甲賀市        | 甲賀市        |                |
| OR34             | 水口駅     | 1.1            | 43.8     |                                               | ◇ | 甲賀市        | 甲賀市        |                |
| OR35             | 水口石橋駅 | 0.6            | 44.4     |                                               | ｜ | 甲賀市        | 甲賀市        |                |
| OR36             | 水口城南駅 | 0.7            | 45.1     |                                               | ｜ | 甲賀市        | 甲賀市        |                |
| OR37             | 貴生川駅   | 2.6            | 47.7     | 西日本旅客鉄道： 草津線 信楽高原鐵道：■信楽線 | ∧ | 甲賀市        | 甲賀市        |                |